# Number 1 Angel
Number 1 Angel é a terceira mixtape da cantora inglesa Charli XCX. Seu lançamento aconteceu em 10 de março de 2017, através da gravadora Asylum Records.

## Lista de faixas
| N.º            | Título                         | Compositor(es)                                                                    | Produtor(es)                 | Duração |  |
| 1.             | "Dreamer" (com Starrah e Raye) | Charlotte Aitchison, Brittany Hazzard, Rachel Keen, Alex Cook                     | A. G. Cook                   | 3:58    |  |
| 2.             | "3AM (Pull Up)" (com MØ)       | Aitchison, Karen Marie Ørsted, Cook, EasyFun                                      | Easy FX                      | 3:59    |  |
| 3.             | "Blame It on You"              | Aitchison, Cook, Noonie Bao                                                       | A. G. Cook                   | 3:47    |  |
| 4.             | "Roll with Me"                 | Aitchison, Sophie Xeon, Klas Ahlund                                               | Sophie                       | 3:21    |  |
| 5.             | "Emotional"                    | Aitchison, Patrik Berger                                                          | Easy FX, Berger              | 3:53    |  |
| 6.             | "ILY2"                         | Aitchison                                                                         | Danny L Harle                | 3:16    |  |
| 7.             | "White Roses"                  | Aitchison, Cook, Noonie Bao                                                       | A. G. Cook                   | 3:33    |  |
| 8.             | "Babygirl" (com Uffie)         | Aitchison, Amanda Lucille Warner, Sarah Hudson, John Hill, Anna-Catherine Hartley | Hill                         | 3:53    |  |
| 9.             | "Drugs" (com Abra)             | Aitchison, Abra, Cook                                                             | A. G. Cook                   | 3:49    |  |
| 10.            | "Lipgloss" (com CupcakKe)      | Aitchison, Elizabeth Harris, Cook                                                 | Sophie, A. G. Cook, Life Sim | 3:54    |  |
| Duração total: | Duração total:                 | Duração total:                                                                    | Duração total:               | 37:23   |  |